# Gustav Ernst Abendroth
Gustav Ernst Abendroth (* 20. Mai 1844 in Pirna, Königreich Sachsen; † 27. März 1928 in Harrismith, Südafrikanische Union) war ein deutsch-südafrikanischer Organist, Komponist und Dirigent deutscher Herkunft.

## Leben
Gustav Ernst Abendroths Eltern waren Gustav Adolph Abendroth (1809–1876) und Pauline Friederike Hager (* 1812). Einer seiner Großväter war der Apotheker Johann Georg Gottlieb Abendroth (1772–1837), der sich in Pirna niederließ. William Abendroth war sein älterer Bruder.
Er studierte am Dresdner Konservatorium. Danach ging er nach Konstanz, wurde Organist am Konstanzer Münster und heiratete am  27. Juli 1868 Josephine Hörnle (1850–1883). Es wurden in den folgenden Jahren die Kinder Ernst (* 1869), Laura (1870–1941), Lidia (* 1872) und Frieda (1874–1956) geboren. Seine Frau starb 1883. Danach heiratete er Maria Therese Jakobe Faller. In Konstanz gründete er einen Musikalienhandel und knüpfte Kontakte zu hervorragenden Instrumentenbauern in Süddeutschland.
1888 wanderte er nach Südafrika aus und siedelte sich in Harrismith an. Er war Musiklehrer und Repräsentant des London College of Music. 1890 gründete er die Harrismith Brass Band und leitete sie, solange sie existierte bis 1893. Von 1890 bis 1897 war er Dirigent der dortigen Philharmonischen Gesellschaft. Von 1895 bis 1927 war er Organist an der Dutch Reformed Church in Harrismith. 1897 bis 1927 leitete er Prof. Abenroth’s String Band und Prof. Abenroth’s String Band Orchestra. In Südafrika heiratete er Elizabeth Catherine Dyason. Sie hatten zwei gemeinsame Kinder, William (* 1903) und Vera (1904–1983).

## Werke (Auswahl)
- German medley. Für Blasorchester. Das Werk wurde 1891 von der Harrismith Brass Band aufgeführt.
- My darling. Galop. Für Blasorchester. Das Werk wurde 1891 von der Harrismith Brass Band aufgeführt.
- Pell-mell. Für Blasorchester. Das Werk wurde 1891 von der Harrismith Brass Band aufgeführt.
- Fest-Gavotte für Klavier, publiziert bei Eduard Bloch, Berlin, 1901/1905